# Caden Cunningham
Ne doit pas être confondu avec Cade Cunningham.
Pour les articles homonymes, voir Cunningham.
Caden Cunningham est un taekwondoïste anglais né le 7 mai 2003 à Huddersfield. Il est médaillé d'argent aux Jeux olympiques d'été de 2024, et médaillé d'or aux Championnats d'Europe en 2024.

## Carrière
Caden Cunningham grandit dans sa ville natale d'Huddersfield, et commence le taekwondo à l'âge de six ans. Son père est un ancien champion de kick-boxing, qui lui conseille de ne pas pratiquer la même discipline que lui et de poursuivre dans le taekwondo, en raison de sa présence aux Jeux olympiques.
En avril 2021, à l'âge de 17 ans, il remporte sa première médaille chez les seniors en remportant l'argent à l'Open d'Espagne.
En novembre 2022, il se rompt le ligament croisé antérieur lors du premier tour des championnats du monde, mais remporte tout de même son combat avant de perdre au tour suivant. Il doit alors subir une période d'absence de six mois.
Aux Jeux européens de 2023, il remporte la médaille d'or, en battant Dejan Georgievski en finale.
En mai 2024, il remporte les championnats d'Europe, après avoir battu Iván García en finale.
Aux Jeux olympiques de 2024, dans la catégorie des + 87 kg, il bat Abdoul Issoufou, puis Rafael Alba, médaillé de bronze aux Jeux de 2020, et Cheick Cissé, champion olympique 2016, pour se hisser en finale, où il est battu par Arian Salimi,.
En parallèle de sa carrière de taekwondoïste, Caden Cunningham est aussi mannequin. Il est membre de l'agence Forte, et a fait l'objet d'éditoriaux dans les magazines Tank, CircleZeroEight et GQ. Avant les Jeux olympiques 2024, il signe un contrat avec Adidas.